# Suelo franco

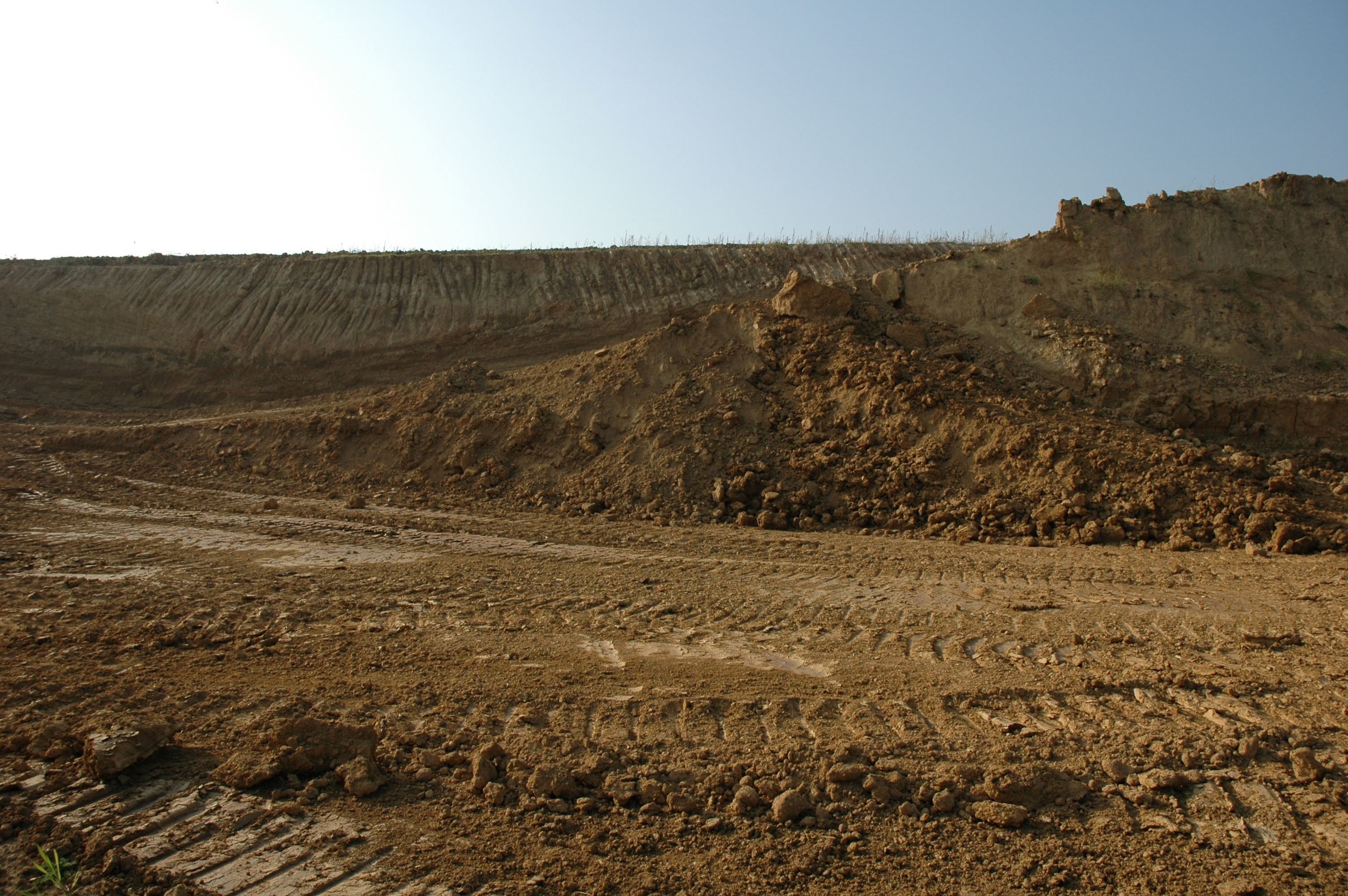
Esto es un suelo franco

Se suele denominar suelo franco a las partes superficiales del terreno cuya composición cuantitativa está en proporciones óptimas o muy próximas a ellas. Es suelo de elevada productividad agrícola, en virtud de su:
- Textura relativamente suelta -propiciada por la arena-
- Fertilidad -aportada por los limos-
- Adecuada retención de humedad -favorecida por la arcilla-[1]

## Composición
Aunque la composición del suelo franco puede variar ligeramente, se pueden considerar uniformes las proporciones porcentuales siguientes:
- Arena: 45%
- Limo: 40%
- Arcilla: 15%

La cualidad principal de este tipo de suelo es que no es demasiado arcilloso, ni muy arenoso. Ejemplo de suelo franco es el que abunda en las vegas de los ríos.

### Variaciones
En el suelo franco propiamente dicho pueden existir variaciones, según el componente de mayores proporciones. Si ocurre lo siguiente:
1. Su contenido de arena es un poco más que el óptimo se le designa franco-arenoso.
2. Lo que está en exceso es arcilla, se le conoce como franco-arcilloso.

Al suelo franco algunos autores le asignan la calificación de marga, de modo que los nombres equivalentes serían, para el «1», marga arenosa; para el «2», marga arcillosa...
Es suelo de realzada la creación agrícola, en virtud de su: Textura relativamente suelta -propiciada por la arena- Fertilidad -aportada por los limos

## Aptitud para el cultivo
Por su textura equilibrada así como por mejores características físicas y químicas, este tipo de suelo es el más apto para el cultivo. La mayoría de las especies de plantas se desarrolla de manera adecuada en este tipo de terreno. Por ello un mantenimiento óptimo reduce al mínimo los inconvenientes que puedan surgir durante el crecimiento de los vegetales.

## Reconocimiento
El suelo franco es reconocible por su color casi negro, debido a que contiene muchísima cantidad de materia orgánica. Por lo tanto es muy fácil de identificar: si se amasa una porción de este tipo de suelo, no se desintegra, gracias a las adecuadas proporciones de la mezcla de los elementos de su composición.
En términos generales, el suelo franco:
- No se anega
- Tampoco es excesivamente permeable
- Posee los nutrientes necesarios –a veces bien distribuidos-
- No se compacta